# Klášter Heiligenkreuz
Klášter Heiligenkreuz (německy Stift Heiligenkreuz im Wienerwald) je druhým nejstarším cisterciáckým klášterem, který od doby svého založení nepřetržitě funguje až dodnes a zároveň je údajně největším středověkým klášterem. Nachází se v obci Heiligenkreuz v dolnorakouském okresu Baden.

## Historie

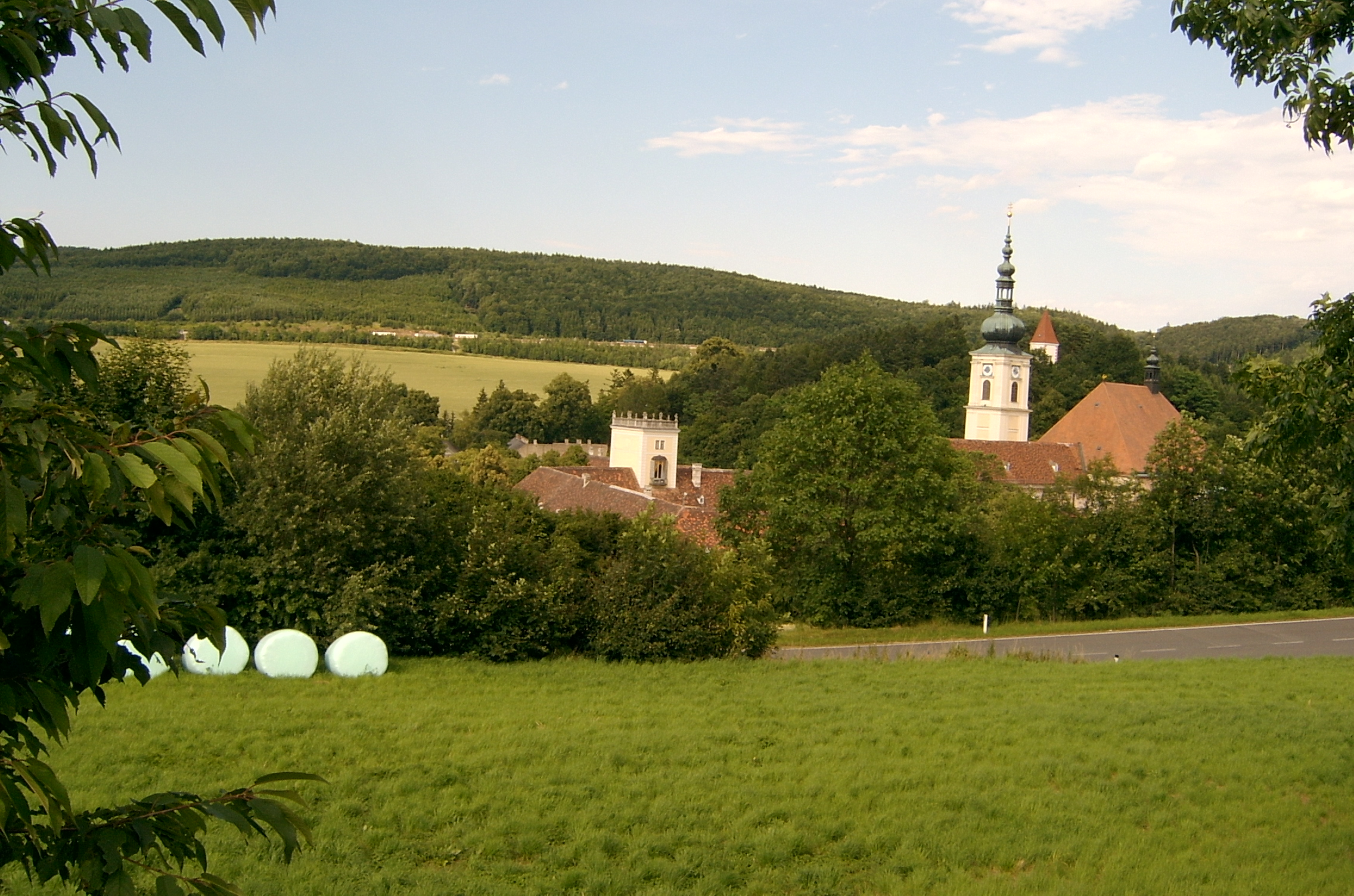
Klášter Heiligenkreuz

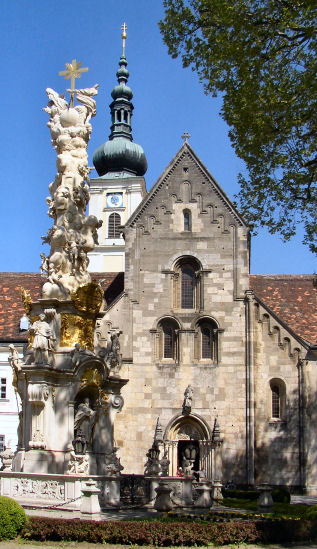
Heiligenkreuz - kostel

Roku 1133 splnil rakouský vévoda Leopold III. přání svého syna Oty, který byl mnichem ve francouzském klášteře Morimond a založil u potoka Sattelbach novou cisterciáckou fundaci, která filiačně patřila právě k Morimondu. Prvním opatem se v témže roce stal Gottschalk. Zakladatel kláštera zemřel o tři roky později v roce 1136 a byl pohřben v nově zbudovaném klášteře.
V roce 1182 přivezl Leopold V. z pouti do Svaté země relikvii svatého Kříže, kterou věnoval klášteru v Heiligenkreuzu.
Střízlivý klášterní kostel s prvky umění cisterciácké románské i gotické architektury byl vysvěcen roku 1187. Roku 1240 byl vysvěcen i celý komplex kláštera. V klášterní kapitulní síni je pohřbeno několik vládnoucích členů dynastie Babenberků – Leopold IV., Leopold V., hrdina ze Svaté země Fridrich I. a také poslední muž rodu Fridrich II. Bojovný.
V klášteře žil a tvořil Alberik Mazák (1609–1661), hudební skladatel českého původu.

## Pohřbení vklášteře
- Gertruda Saská
- Richardis Babenberská
- Vojtěch a Arnošt (synové Leopolda III.)
- Jindřich I. z Mödlingu a Richsa Česká
- Jindřich II. z Mödlingu
- Leopold IV. Babenberský
- Leopold V. Babenberský
- Fridrich I. Babenberský
- Fridrich II. Babenberský
- Jindřich Babenberský
- Anežka Durynská
- Rudolf a Jindřich (vnuci Rudolfa Habsburského[4]

## Dceřiné kláštery
- Klášter Zwettl (1138)
- Klášter Baumgartenberg (1142)
- Klášter Czikador (1142)
- Klášter Marienberg (1197)
- Klášter Lilienfeld (1202)
- Klášter Zlatá Koruna (1263)
- Klášter Neuberg (1327)